# AC Stelvio
AC Stelvio – włoski klub piłkarski, mający swoją siedzibę w mieście Mediolan, na północy kraju.

## Historia
Chronologia nazw:
- 1914: AC Stelvio
- 1924: klub rozwiązano - po fuzji z AC Olona Milano, w wyniku czego powstał AC Stelvio Olona

Piłkarski klub AC Stelvio został założony w Mediolanie w 1914 roku. W sezonie 1914/15 zespół zajął trzecie miejsce w Terza Categoria Lombarda i zdobył awans do Promozione Lombarda. Po przerwie związanej z I wojną światową klub w sezonie 1919/20 dopiero startował w Promozione Lombarda, gdzie zajął 3.miejsce w grupie A  i awansował do Prima Categoria. Debiutowy sezon 1920/21 na najwyższym poziomie zakończył na czwartej pozycji w grupie lombardo D. W 1921 powstał drugi związek piłkarski. C.C.I., w związku z czym mistrzostwa prowadzone osobno dla dwóch federacji. W sezonie 1921/22 zajął 4.miejsce w grupie B Prima Categoria Lombarda (pod egidą F.I.G.C.) i spadł do Seconda Divisione. Jednak nie przystąpił do rozgrywek w drugiej dywizji, a występował w sezonie 1922/23 w rozgrywkach regionalnych Lombardii. Latem 1924 nastąpiła fuzja z AC Olona Milano, w wyniku czego powstał AC Stelvio Olona, który w 1927 roku przyjął nową nazwę Gruppo Sportivo Emilio Tonoli Bovisa. Po fuzji klub zaprzestał istnieć.

## Sukcesy

### Trofea międzynarodowe
Nie uczestniczył w rozgrywkach europejskich (stan na 31-12-2016).

### Trofea krajowe
| \| \| Zdobyte trofea w rozgrywkach Włoch (stan na: 31-05-2017) \| |                                                          |      |                                            |
| Rozgrywki                                                         | Osiągnięcie                                              | Razy | Sezon(y)                                   |
| · Mistrzostwo                                                     | I miejsce                                                | 0    |                                            |
| · Mistrzostwo                                                     | II miejsce                                               | 0    |                                            |
| · Mistrzostwo                                                     | III miejsce                                              | 0    |                                            |
| · Mistrzostwo                                                     | 4.miejsce                                                | 2    | 1920/21 (Lombarda D), 1921/22 (Lombarda B) |
| · Puchar                                                          | zdobywca                                                 | 0    |                                            |
| · Puchar                                                          | finalista                                                | 0    |                                            |
| II liga                                                           | I miejsce                                                | 0    |                                            |
| II liga                                                           | II miejsce                                               | 0    |                                            |
| II liga                                                           | III miejsce                                              | 1    | 1919/20 (lombarda A)                       |
| Włochy                                                            | Zdobyte trofea w rozgrywkach Włoch (stan na: 31-05-2017) |      |                                            |

## Stadion
Klub rozgrywał swoje mecze domowe na boisku piłkarskim Campo Via Candian w Mediolanie.